# Mitología guaraní
La mitología guaraní es el conjunto de creencias vinculadas al pueblo guaraní que habita la región de Paraguay, el nordeste argentino, este de Bolivia y suroeste de Brasil. La mitología se basa en la cosmogonía de pueblos guaraníes antes de la llegada de los colonizadores europeos y de la evangelización jesuita en la Provincia Paraguaria. También abarca los casos de hibridación de diferentes vertientes culturales.

## Generalidades

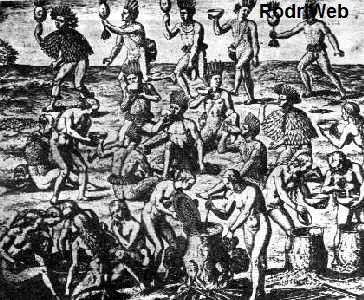
La preparación por los guaraníes del Ka'u'y, una bebida embriagante.

No existen registros escritos de las antiguas leyendas y mitos asociados al pueblo guaraní, excepto los hallazgos recientes en cavernas rupestres con más de 5000 años de antigüedad en el departamento de Amambay, ubicado en el nordeste paraguayo. El guaraní no se escribía hasta la llegada de los misioneros jesuitas, quienes desarrollaron una grafía y estandarizaron una gramática para esta lengua. Por lo tanto, sus creencias religiosas eran transmitidas oralmente. 
Así, el relato de los distintos dioses, leyendas y mitos relacionados puede variar de un lugar a otro. Las diferencias regionales pueden ser extremas hasta el punto de redefinir completamente el papel de una deidad en la religión guaraní. A pesar de que muchos pueblos guaraníes fueron asimilados a la sociedad moderna y sus creencias han sido alteradas o sustituidas por el cristianismo (debido en gran parte a la evangelización y el proceso de sincretismo por parte de los misioneros jesuitas en el siglo XVII), muchos de los mitos ancestrales continúan activos en las regiones guaraníticas.
Contrariamente a lo que se piensa, los guaraníes no eran monoteístas. Si bien Tupã era una divinidad prestigiosa en la sociedad guaraní, existían dioses supremos que habían creado la Tierra Sin Mal y habían dado origen a los otros dioses en un complejo sistema teogónico. Los misioneros jesuitas aprovecharon de las características de la deidad Tupã para relacionarla con el Dios cristiano y desviar de esa manera el sentido inicial del mayor mito fundacional indígena.

#### Teogonía y cosmogonía guaraní
Los guaraníes creían que al principio de los tiempos existía el caos, formado por la neblina primigenia (Tatachina) y los vientos originarios. Ñamandú se crea a sí mismo en medio de dicho caos, según algunos aña se habría creado ahí también como hermano de Ñamandú pero con malas intenciones así que Ñamandú lo apartó, además Ñamandú también conocido como Ñanderuvusu, Ñanderuguasu, Nuestro Gran Padre o Ñanderu pa-patenonde (Nuestro Gran Padre último-primero).
El proceso de autocreación de Ñamandú sigue un proceso por etapas y lo hace a la manera de un vegetal: se afirma sobre sus Raíces (las divinas plantas de los pies), extiende sus Ramas (brazos con manos florecidas-dedos y uñas), construye su Copa (diadema de flores y plumas- Jeguaka) y se yergue como árbol, en postura de elevación celestial. Una vez autocreado, el corazón de Ñamandú comienza a resplandecer. Con dicha luz elimina las tinieblas primigenias y concibe la Palabra Creadora (Ayvu) que posteriormente será legada a los humanos para que estos desarrollen el lenguaje.
Concluida la creación de su cuerpo, Ñamandú crea a los otros dioses principales que le ayudarán en su pesada tarea: Ñanderu py'a guasu (Nuestro Padre de Corazón Grande), Karaí (dueño de la llama y del fuego solar), Jakaira o Jaraira (dueño de la bruma, de la neblina y del humo de la pipa que inspira a los chamanes) y Tupã (dueño de las aguas, de las lluvias y del trueno). 
Los compañeros de Ñamandú, con sus respectivas esposas, fueron creados sin ombligos, por no ser engendrados por ninguna mujer. Además, les impartió conciencia de su divinidad y la esencia sagrada del Ayvu. Los cuatro compañeros procedieron entonces a la creación de la primera tierra. Ñamandú cruzó dos varas indestructibles y sobre ella asentó la tierra. Para asegurar que los vientos originarios no la movieran, la sostuvo con cinco palmeras sagradas (pindo): una en el centro y las otras cuatro en cada extremo. Una hacia la morada de Karai (al Poniente), la segunda hacia el origen de los vientos nuevos (al Norte), la tercera hacia la morada de Tupã (al Oriente) y la cuarta hacia el origen del tiempo-espacio primigenio (al Sur, desde donde vienen los vientos originarios fríos). El firmamento descansa sobre esas columnas.
Junto a esta tierra, llamada Yvy Tenonde (Tierra Primera) se crea también el mar, el día y la noche. Comienzan a poblarla los primeros animales (siendo la primera mbói, la serpiente) y comienzan a crecer las primeras plantas. Aparecen luego los hombres, que conviven con los dioses. 
Los hombres, animales y plantas que habitan este mundo no son sino un mero reflejo de aquellos creados originariamente por Ñamandú. En su Morada Eterna, también conocida como Yvága (una especie de paraíso) se encuentran los originales. Que eran seres no físicos en los cuales se reflejaron para crear a los humanos físicos en el Yvy Tenonde.

#### Ciclo de los dos Hermanos
Ñamandu se encuentra con Ñanderu py'a guasu (Nuestro Padre de gran corazón) y le propone crear a la mujer. Para ello crean una vasija de barro y la tapan. Al destaparla, aparece Ñandesy (Nuestra Madre).
Ñandesy copula con ambos dioses y engendra un hijo de cada uno. Al enterarse Ñamandu del "adulterio" de su mujer, recoge sus cosas y se marcha a su morada celestial. La abandonada Ñandesý sale en la búsqueda de su marido, pero en el camino se pierde y es devorada por unos jaguaretés antes de que nacieran sus hijos. Sin embargo estos, por ser divinos, sobreviven y son criados por la abuela de los jaguaretés.
Los mellizos se llaman Ñanderyke'y (hermano mayor), hijo de Ñamandu; y Tyvyra'i (hermano menor), hijo de Ñanderu py'a guasu''. 
Luego de una larga sucesión de aventuras y desventuras, intentos y fracasos, un continuo recomenzar en los que Aña (tío de los mellizos y enemigo de estos) intenta ponerle las cosas difíciles, los dos hermanos logran reunirse con Ñamandu en la morada eterna. Allí también se encontraba su madre, Ñandesy, que había sido revivida por su esposo.
Una vez allí, Ñamandu les otorga poderes divinos y el manejo del día a Ñanderyke'y, que cambia su nombre a Ñanderu Kuarahy (Nuestro Padre el Sol) y el control de la noche a Tyvyra'i, que pasa a llamarse Ñanderu Jasy (Nuestro Padre la Luna).

#### Ciclo del Diluvio
Abarca la destrucción de la Primera Tierra y la creación de la Segunda Tierra. En la primera tierra, llamada Yvytenonde, los hombres convivían con los dioses, no había enfermedades y no faltaba nunca el alimento. Sin embargo, uno de los hombres, llamado Jeupie, transgredió el tabú máximo: el incesto, al copular con la hermana de su padre. Los dioses castigaron este acto con un diluvio (Mba'e-meg̃ua guasu) que destruyó esta primera tierra y se marcharon a vivir a una morada celestial.
Ñamandu decide crear entonces una segunda tierra "imperfecta", y solicita la ayuda de Jakaira quien esparce la bruma vivificante sobre la nueva tierra. Los sobrevivientes del diluvio pasan a habitar esta tierra donde ahora existe la enfermedad, los dolores y los sufrimientos. Los hombres que habitan esta nueva tierra, llamada Yvy Pyahu (Tierra Nueva) buscarán por siempre retornar a aquella primera tierra: Yvymarae'y (Tierra Sin Mal).

#### La tercera tierra
Los mitos orales guaraníes hablan de una tercera reconstrucción que será sin imperfecciones. Sin embargo, mientras se espera la llegada de esa tercera tierra, los hombres pueden acceder al Yvymara'eỹ, siempre y cuando observen determinadas pautas de comportamiento comunal. En aquella mítica tierra no existirá ningún castigo, no habrá desventuras ni padeceres, nada se destruirá.

## Mito guaraní de la creación
La figura central en la mayoría de las leyendas guaraníes de la creación es Tupá (Tupã en guaraní), el dios supremo o dios del trueno. Con la ayuda de la diosa de la luna, Arasy, Tupã descendió a la tierra en un lugar descrito como un monte en la región de Aregua. Desde este sitio creó todo sobre la tierra, incluyendo el océano, la flora y los animales. También colocó las estrellas en el firmamento.
El mito de la creación del hombre aparece con esta figura a partir de la acción evangelizadora de los jesuitas (siglo XVII) que "fusionaron" diversas historias y leyendas de héroes míticos guaraníes para que encajaran con lo relatado en el Génesis con respecto a la antropogenia. Luego Tupã creó a la humanidad en una elaborada ceremonia en la que formó estatuillas de arcilla representado al hombre y a la mujer. Luego de soplar la vida en estas formas humanas, los dejó con los espíritus del bien (Angatupyry) y del mal (Tau). La primera raza así creada serían los guaraníes, de quienes se originarían los demás pueblos.

#### Los primeros Hombres

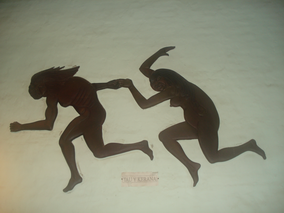
Taú y Keraná.

Los humanos creados por Tupã se llamaron Rupavẽ y Sypavẽ, nombres que significan "Padre de los pueblos" y "Madre de los pueblos", respectivamente. La pareja tuvo tres hijos y un gran número de hijas. 
- Tume Arandu: primer hijo, considerado el más sabio de los hombres y el gran profeta del pueblo guaraní.
- Marangatu: segundo hijo, un líder generoso y benevolente, padre de Keraná (madre de los siete monstruos legendarios del pueblo guaraní).
- Japeusa: tercer hijo, que desde su nacimiento fue considerado un mentiroso, un ladrón y un tramposo. Siempre intentando engañar a la gente y sacar el máximo provecho de ellos. Finalmente, este se suicidó ahogándose, pero fue resucitado en forma de cangrejo. Desde entonces, todos los cangrejos fueron maldecidos teniendo que caminar hacia atrás como Japeusa.
- Porãsy: hija que destacó por sacrificar su propia vida para librar al mundo de uno de los siete monstruos legendarios.
- Pitã y Morotĩ: mellizos que se pelearon entre sí y fueron castigados por Yjára (Dios del Sol). Tras un abrazo interminable en modo reconciliatorio mutaron lentamente en troncos hasta perder sus formas humanas.

Se cree que algunos de los primeros humanos ascendieron después de su muerte para transformarse en deidades menores.

## Los Siete Monstruos Legendarios
Keraná, la bella hija de Marangatu, fue capturada por la personificación del espíritu del mal, llamado Tau. Juntos tuvieron siete hijos, que fueron malditos por la gran diosa Arasy y todos, excepto uno, nacieron como monstruos horribles.
Los siete son considerados como figuras centrales de la mitología guaraní. Así, en muchas regiones los dioses menores han caído en el olvido mientras que las leyendas de estos siete monstruos se mantienen vivas incluso en los tiempos modernos.
Por orden de nacimiento, son:
- Teju Jagua, dios o protector de las cavernas,  sus tesoros y las frutas.
- Mbói Tu'i, deidad de los ríos, lagos, lagunas y pantanos, y protector de las criaturas acuáticas.
- Moñái, dios de los campos abiertos y del cielo. Fue derrotado por el sacrificio de Porãsy.
- Jasy Jatere, deidad de la siesta, raptor e hipnotizador de niños con un báculo para mantenerlos capturados en una cueva y alimentarlos con miel y frutas. Es el único de los siete que no padece de una apariencia monstruosa, pues tendría apariencia de un niño europeo rubio de ojos azules.
- Kurupí, deidad de los bosques y selvas, protector de los animales y plantas. Posee una  fealdad repulsiva, con pies al revés y un miembro exageradamente largo y grueso enrollado en su cintura, que lo transforma en un ser netamente sexual y violento que rapta y viola mujeres en la selva y bosques (con lo cual se explican los embarazos no deseados), que además mata niños pequeños.
- Ao Ao, deidad de los montes y las montañas, come hombres, deidad de la fecundidad, capacidad de reproducción rápida, sin necesidad de pareja, posee una fuerza extraordinaria y feróz.
- Luisón, criatura resultante de ser el séptimo hijo varón de una familia de siete hijos varones seguidos, come niños pequeños o recién  nacidos, devora gallinas o aves pequeñas. Sería el equivalente al licántropo de la cultura europea.

## Otros dioses y figuras importantes
- Angatupyry, espíritu o personificación del bien (opuesto a Taú).
- Pombéro, espíritu popular travieso.
- Ka'a Póra, extraño y cambiante fantasma femenino de las selvas.
- Ka'a Jára, dueña de la yerba mate, diosa de cabellos plateados que regaló a los hombres la planta de yerba mate (Ilex paraguariensis).
- Ava anguy, espíritu relacionado con la creación de la luna.
- Mala Visión, espíritu vigilante de la tranquilidad y el mundo puro de la selva.
- Jurupari, un dios adorado exclusivamente por los hombres, en general en algunas tribus aisladas del Brasil.
- Ñande jarýi (nuestra abuela), espíritu del río Parapetí en Bolivia.
- Wirapuru, ave mitológica amazónica.